# La penitencia de San Juan Crisóstomo (Cranach)
La penitencia de San Juan Crisóstomo es un grabado sobre cobre realizado en 1509 por el artista renacentista alemán Lucas Cranach el Viejo (1472-1553).

## Iconografía
La influencia de Durero es claramente perceptible en este grabado, una de las raras obras sobre cobre de Cranach, que hace referencia a la obra que Alberto Durero grabó una década antes, hacia 1497, La penitencia de San Juan Crisóstomo. Durero es uno de los primeros en representar este extraño episodio ficticio de la vida del Padre de la Iglesia donde, según una leyenda popularizada a finales de la Edad Media, Juan Crisóstomo hace penitencia en el desierto, arrastrándose desnudo a cuatro patas, después de seducir a una princesa.

## Análisis
La posición de la mujer desnuda evoca la figura femenina del Monstruo marino de Durero. Sin permanecer indiferente al desafío que supone la representación de cuerpos desnudos, Lucas Cranach no sigue del todo a Durero en su búsqueda de las proporciones ideales. Por otro lado, parece querer competir con él en el campo de la representación de la naturaleza, donde sobresale Durero. Mientras que este último sitúa el episodio en un paisaje mineral, Cranach confiere a la naturaleza circundante un carácter salvaje y exuberante. Añade también varios animales dispuestos en primer plano, un faisán, un cervato joven acostado y un ciervo de pie que evoca el de San Eustaquio (Durero).
Lucas Cranach retoma aquí una iconografía poco utilizada introducida por Durero que relega a un segundo plano la figura del santo para resaltar el desnudo femenino.
Lucas Cranach, que acompañaba a los miembros de la corte de Wittenberg durante las grandes cacerías, muestra aquí todo su virtuosismo en la representación del mundo animal y de la naturaleza en estado salvaje. Sus animales parecen provenir directamente de los bosques llenos de caza de Sajonia, mientras que los de Durero están más imbuidos de una serenidad clasicista. 